# Mali Modruš Potok
Mali Modruš Potok – wieś w Chorwacji, w żupanii karlowackiej, w gminie Netretić. W 2011 roku liczyła 41 mieszkańców.